# Seven de la República 2014
El Seven de la República de 2014 fue la trigésimo-primera edición del torneo de rugby 7 de fin de temporada para uniones regionales afiliadas a la Unión Argentina de Rugby y la vigésimo-quinta en ser organizada en la ciudad de Paraná, Entre Ríos. Se llevó a cabo el 6 y 7 de diciembre de 2014 en El Plumazo y La Tortuguita, sedes del Club Atlético Estudiantes y el Paraná Rowing Club, respectivamente.
La Unión de Rugby de Buenos Aires consiguió su décimo-cuarto campeonato y el tercero de forma consecutiva al derrotar 7-5 en la final de la Copa de Oro a la Unión de Rugby de Tucumán. El plantel de las Águilas 7s  fue dirigido por Diego Albanese, Lucas Borges y Pedro Candotti y contó con jugadores como Bautista Güemes, Juan Ignacio Brex, Lautaro Bavaro, Bautista Ezcurra, Juan Cruz González y Juan Delguy (autor del try en la final), entre otros.
Tierra del Fuego y Santa Fe se quedaron con la Copa de Plata y la Copa de Bronce, respectivamente, mientras que la Zona Ascenso fue ganada por Formosa. El torneo femenino fue ganado por Argentina.

## Organización
La realización del torneo corrió riesgo de no llevarse a cabo en Paraná por primera vez en 26 años debido a que en la misma semana se llevaría a cabo la Cumbre del Mercosur, ocupando todas las plazas hoteleras de la ciudad. La Unión Argentina de Rugby aceptó el pedido de la Unión Entrerriana de Rugby de adelantar el torneo una semana para evitar el choque de fechas, lo que permitió mantener la sede en la capital entrerriana. A cambio de esto, el presidente de la UER, Carlos Ascúa, se comprometió a mejorar todos los aspectos del evento (canchas, vestuarios, comida y hoteles), razón por la cual la criticada cancha 3 de El Plumazo fue reemplazada por el reducto principal de "La Tortuguita", perteneciente al Paraná Rowing Club.
Más allá de esto, se decidió que a partir de la próxima edición, el Seven de la República iba a ser licitado y se lo llevaría la unión provincial que ofreciera las mejores condiciones en infraestructura y a nivel económico, con la Unión de Rugby de Buenos Aires y la Unión de Rugby de Mar del Plata siendo las primeras en ofrecerse como anfitriones.

## Equipos participantes
Participaron del torneo veinticuatro equipos: dieciséis en la Zona Campeonato y ocho en la Zona Ascenso. 
| División                   | Equipo              | Unión                                                |
| -------------------------- | ------------------- | ---------------------------------------------------- |
| Zona Campeonato 16 equipos | Buenos Aires        | Unión de Rugby de Buenos Aires                       |
| Zona Campeonato 16 equipos | Chubut              | Unión de Rugby del Valle del Chubut                  |
| Zona Campeonato 16 equipos | Córdoba             | Unión Cordobesa de Rugby                             |
| Zona Campeonato 16 equipos | Cuyo                | Unión de Rugby de Cuyo                               |
| Zona Campeonato 16 equipos | Entre Ríos          | Unión Entrerriana de Rugby                           |
| Zona Campeonato 16 equipos | Lagos del Sur       | Unión de Rugby de los Lagos del Sur                  |
| Zona Campeonato 16 equipos | Mar del Plata       | Unión de Rugby de Mar del Plata                      |
| Zona Campeonato 16 equipos | Nordeste            | Unión de Rugby del Nordeste                          |
| Zona Campeonato 16 equipos | Rosario             | Unión de Rugby de Rosario                            |
| Zona Campeonato 16 equipos | Salta               | Unión de Rugby de Salta                              |
| Zona Campeonato 16 equipos | San Juan            | Unión Sanjuanina de Rugby                            |
| Zona Campeonato 16 equipos | Santa Fe            | Unión Santafesina de Rugby                           |
| Zona Campeonato 16 equipos | Santiago del Estero | Unión Santiagueña de Rugby                           |
| Zona Campeonato 16 equipos | Sur                 | Unión de Rugby del Sur                               |
| Zona Campeonato 16 equipos | Tierra del Fuego    | Unión de Rugby de Tierra del Fuego                   |
| Zona Campeonato 16 equipos | Tucumán             | Unión de Rugby de Tucumán                            |
| Zona Ascenso 8 equipos     | Alto Valle          | Unión de Rugby del Alto Valle de Río Negro y Neuquén |
| Zona Ascenso 8 equipos     | Andina              | Unión Andina de Rugby                                |
| Zona Ascenso 8 equipos     | Formosa             | Unión de Rugby de Formosa                            |
| Zona Ascenso 8 equipos     | Jujuy               | Unión Jujeña de Rugby                                |
| Zona Ascenso 8 equipos     | Misiones            | Unión de Rugby de Misiones                           |
| Zona Ascenso 8 equipos     | Oeste               | Unión de Rugby del Oeste de Buenos Aires             |
| Zona Ascenso 8 equipos     | Paraguay            | Unión de Rugby del Paraguay                          |
| Zona Ascenso 8 equipos     | San Luis            | Unión Santafesina de Rugby                           |

La Unión de Rugby Austral informó de su imposibilidad de asistir, por lo que Paraguay fue invitada a participar en su lugar.

## Formato
Los veinticuatro equipos fueron divididos en dos categorías: Zona Campeonato (dieciséis equipos) y Zona Ascenso (ocho equipos). Ambas zonas se dividieron en grupos que se resolvieron con el sistema de todos contra todos a una sola ronda; la victoria otorgando 2 puntos, el empate 1 y la derrota 0 puntos. Todos los grupos fueron organizados de acuerdo a la posición final que cada equipo obtuvo en la edición anterior.
Zona Campeonato
La Zona Campeonato estuvo compuesta por cuatro grupos de cuatro equipos cada uno. Una vez resueltos los grupos, todos los equipos clasificaron a llaves finales (disputadas a eliminación directa) dependiendo de su posición: los dos mejores equipos de cada grupo clasificaron a los cuartos de final de la Copas de Oro, mientras que los 3.° y 4.° clasificaron a los cuartos de final de la Copa de Bronce. 
Los equipos eliminados en cuartos de final de la Copa de Oro clasificaron a las semifinales de la Copa de Plata, mientras que los eliminados en cuartos de final de la Copa de Bronce clasificaron a las semifinales de Posicionamiento. El ganador de la Copa de Oro es considerado el campeón de la temporada, mientras que el peor clasificado en la llave de Posicionamiento desciende a la Zona Ascenso de la siguiente temporada.
Zona Ascenso
La Zona Ascenso estuvo compuesta por dos grupos de cuatro equipos cada uno. Todos los equipos de la Zona Ascenso clasificaron a los cuartos de final de Ascenso, las posiciones en la fase de grupos sólo definieron las llaves: el 1.° de una zona con el 4.° de la otra, el 2.° con el 3.°, y así sucesivamente. A partir de cuartos, todos los partidos fueron a eliminación directa y el ganador de la final es el campeón de la Zona Ascenso  y asciende a la Zona Campeonato de la siguiente temporada.

## Zona Campeonato

### Zona 1
| Pos. | Equipos       | Partidos | Partidos | Partidos | Tantos | Tantos | Tantos | Pts. |
| Pos. | Equipos       | G        | E        | P        | PF     | PC     | DP     | Pts. |
| ---- | ------------- | -------- | -------- | -------- | ------ | ------ | ------ | ---- |
| 1.°  | Buenos Aires  | 3        | 0        | 0        | 104    | 12     | +92    | 6    |
| 2.°  | Tucumán       | 2        | 0        | 1        | 47     | 47     | +0     | 4    |
| 3.°  | Santa Fe      | 1        | 0        | 2        | 52     | 31     | +21    | 2    |
| 4.°  | Lagos del Sur | 0        | 0        | 3        | 7      | 120    | -113   | 0    |

|  | Clasifica a Copa de Oro.    |
|  | Clasifica a Copa de Bronce. |

| 6 de diciembre | Buenos Aires | 59 - 0  | Lagos del Sur | CA Estudiantes, Paraná |  |
|                |              | Reporte |               |                        |  |

| 6 de diciembre | Santa Fe | 12 - 14 | Tucumán | Paraná Rowing Club, Paraná |  |
|                |          | Reporte |         |                            |  |

| 6 de diciembre | Santa Fe | 28 - 0  | Lagos del Sur | Paraná Rowing Club, Paraná |  |
|                |          | Reporte |               |                            |  |

| 6 de diciembre | Buenos Aires | 28 - 0  | Tucumán | CA Estudiantes, Paraná |  |
|                |              | Reporte |         |                        |  |

| 6 de diciembre | Tucumán | 33 - 7  | Lagos del Sur | CA Estudiantes, Paraná |  |
|                |         | Reporte |               |                        |  |

| 6 de diciembre | Buenos Aires | 17 - 12 | Santa Fe | CA Estudiantes, Paraná |  |
|                |              | Reporte |          |                        |  |

### Zona 2
| Pos. | Equipos          | Partidos | Partidos | Partidos | Tantos | Tantos | Tantos | Pts. |
| Pos. | Equipos          | G        | E        | P        | PF     | PC     | DP     | Pts. |
| ---- | ---------------- | -------- | -------- | -------- | ------ | ------ | ------ | ---- |
| 1.°  | Córdoba          | 2        | 1        | 0        | 57     | 14     | +43    | 5    |
| 2.°  | Tierra del Fuego | 2        | 1        | 0        | 50     | 29     | +21    | 5    |
| 3.°  | Salta            | 1        | 0        | 2        | 29     | 52     | -23    | 2    |
| 4.°  | Sur              | 0        | 0        | 3        | 19     | 60     | -41    | 0    |

|  | Clasifica a Copa de Oro.    |
|  | Clasifica a Copa de Bronce. |

| 6 de diciembre | Córdoba | 7 - 7   | Tierra del Fuego | Paraná Rowing Club, Paraná |  |
|                |         | Reporte |                  |                            |  |

| 6 de diciembre | Salta | 12 - 7  | Sur | CA Estudiantes, Paraná |  |
|                |       | Reporte |     |                        |  |

| 6 de diciembre | Córdoba | 31 - 0  | Sur | CA Estudiantes, Paraná |  |
|                |         | Reporte |     |                        |  |

| 6 de diciembre | Salta | 10 - 26 | Tierra del Fuego | CA Estudiantes, Paraná |  |
|                |       | Reporte |                  |                        |  |

| 6 de diciembre | Tierra del Fuego | 17 - 12 | Sur | CA Estudiantes, Paraná |  |
|                |                  | Reporte |     |                        |  |

| 6 de diciembre | Salta | 7 - 19  | Córdoba | CA Estudiantes, Paraná |  |
|                |       | Reporte |         |                        |  |

### Zona 3
| Pos. | Equipos         | Partidos | Partidos | Partidos | Tantos | Tantos | Tantos | Pts. |
| Pos. | Equipos         | G        | E        | P        | PF     | PC     | DP     | Pts. |
| ---- | --------------- | -------- | -------- | -------- | ------ | ------ | ------ | ---- |
| 1.°  | Entre Ríos      | 3        | 0        | 0        | 106    | 14     | +92    | 6    |
| 2.°  | Chubut          | 2        | 0        | 1        | 40     | 48     | -8     | 4    |
| 3.°  | Sgo. del Estero | 0        | 1        | 2        | 24     | 64     | -40    | 1    |
| 4.°  | Nordeste        | 0        | 1        | 2        | 24     | 68     | -44    | 1    |

|  | Clasifica a Copa de Oro.    |
|  | Clasifica a Copa de Bronce. |

| 6 de diciembre | Entre Ríos | 31 - 7  | Chubut | CA Estudiantes, Paraná |  |
|                |            | Reporte |        |                        |  |

| 6 de diciembre | Santiago del Estero | 12 - 12 | Nordeste | CA Estudiantes, Paraná |  |
|                |                     | Reporte |          |                        |  |

| 6 de diciembre | Santiago del Estero | 5 - 14  | Chubut | Paraná Rowing Club, Paraná |  |
|                |                     | Reporte |        |                            |  |

| 6 de diciembre | Entre Ríos | 37 - 0  | Nordeste | CA Estudiantes, Paraná |  |
|                |            | Reporte |          |                        |  |

| 6 de diciembre | Entre Ríos | 38 - 7  | Santiago del Estero | CA Estudiantes, Paraná |  |
|                |            | Reporte |                     |                        |  |

| 6 de diciembre | Nordeste | 12 - 19 | Chubut | CA Estudiantes, Paraná |  |
|                |          | Reporte |        |                        |  |

### Zona 4
| Pos. | Equipos       | Partidos | Partidos | Partidos | Tantos | Tantos | Tantos | Pts. |
| Pos. | Equipos       | G        | E        | P        | PF     | PC     | DP     | Pts. |
| ---- | ------------- | -------- | -------- | -------- | ------ | ------ | ------ | ---- |
| 1.°  | Rosario       | 3        | 0        | 0        | 95     | 17     | +78    | 6    |
| 2.°  | Mar del Plata | 2        | 0        | 1        | 59     | 32     | +27    | 4    |
| 3.°  | Cuyo          | 1        | 0        | 2        | 51     | 55     | -4     | 2    |
| 4.°  | San Juan      | 0        | 0        | 3        | 14     | 115    | -101   | 0    |

|  | Clasifica a Copa de Oro.    |
|  | Clasifica a Copa de Bronce. |

| 6 de diciembre | Rosario | 17 - 10 | Cuyo | CA Estudiantes, Paraná |  |
|                |         | Reporte |      |                        |  |

| 6 de diciembre | Mar del Plata | 28 - 0  | San Juan | Paraná Rowing Club, Paraná |  |
|                |               | Reporte |          |                            |  |

| 6 de diciembre | Rosario | 58 - 0  | San Juan | CA Estudiantes, Paraná |  |
|                |         | Reporte |          |                        |  |

| 6 de diciembre | Mar del Plata | 24 - 12 | Cuyo | CA Estudiantes, Paraná |  |
|                |               | Reporte |      |                        |  |

| 6 de diciembre | Rosario | 20 - 7  | Mar del Plata | CA Estudiantes, Paraná |  |
|                |         | Reporte |               |                        |  |

| 6 de diciembre | San Juan | 14 - 29 | Cuyo | CA Estudiantes, Paraná |  |
|                |          | Reporte |      |                        |  |

## Zona Ascenso

### Zona 5
| Pos. | Equipos  | Partidos | Partidos | Partidos | Tantos | Tantos | Tantos | Pts. |
| Pos. | Equipos  | G        | E        | P        | PF     | PC     | DP     | Pts. |
| ---- | -------- | -------- | -------- | -------- | ------ | ------ | ------ | ---- |
| 1.°  | Formosa  | 3        | 0        | 0        | 63     | 10     | +53    | 6    |
| 2.°  | Paraguay | 2        | 0        | 1        | 79     | 19     | +60    | 4    |
| 3.°  | Jujuy    | 1        | 0        | 2        | 31     | 53     | -22    | 2    |
| 4.°  | San Luis | 0        | 0        | 3        | 12     | 103    | -91    | 0    |

| 6 de diciembre | Formosa | 36 - 0  | San Luis | Paraná Rowing Club, Paraná |  |
|                |         | Reporte |          |                            |  |

| 6 de diciembre | Jujuy | 7 - 26  | Paraguay | CA Estudiantes, Paraná |  |
|                |       | Reporte |          |                        |  |

| 6 de diciembre | Jujuy | 24 - 12 | San Luis | CA Estudiantes, Paraná |  |
|                |       | Reporte |          |                        |  |

| 6 de diciembre | Formosa | 12 - 10 | Paraguay | Paraná Rowing Club, Paraná |  |
|                |         | Reporte |          |                            |  |

| 6 de diciembre | Jujuy | 0 - 15  | Formosa | CA Estudiantes, Paraná |  |
|                |       | Reporte |         |                        |  |

| 6 de diciembre | San Luis | 0 - 43  | Paraguay | CA Estudiantes, Paraná |  |
|                |          | Reporte |          |                        |  |

### Zona 6
| Pos. | Equipos    | Partidos | Partidos | Partidos | Tantos | Tantos | Tantos | Pts. |
| Pos. | Equipos    | G        | E        | P        | PF     | PC     | DP     | Pts. |
| ---- | ---------- | -------- | -------- | -------- | ------ | ------ | ------ | ---- |
| 1.°  | Misiones   | 2        | 0        | 1        | 64     | 37     | +27    | 4    |
| 2.°  | Oeste      | 2        | 0        | 1        | 50     | 40     | +10    | 4    |
| 3.°  | Alto Valle | 2        | 0        | 1        | 36     | 29     | +7     | 4    |
| 4.°  | Andina     | 0        | 0        | 3        | 29     | 73     | -44    | 0    |

| 6 de diciembre | Oeste | 22 - 12 | Misiones | CA Estudiantes, Paraná |  |
|                |       | Reporte |          |                        |  |

| 6 de diciembre | Alto Valle | 12 - 10 | Andina | CA Estudiantes, Paraná |  |
|                |            | Reporte |        |                        |  |

| 6 de diciembre | Oeste | 21 - 14 | Andina | CA Estudiantes, Paraná |  |
|                |       | Reporte |        |                        |  |

| 6 de diciembre | Alto Valle | 10 - 12 | Misiones | Paraná Rowing Club, Paraná |  |
|                |            | Reporte |          |                            |  |

| 6 de diciembre | Oeste | 7 - 14  | Alto Valle | CA Estudiantes, Paraná |  |
|                |       | Reporte |            |                        |  |

| 6 de diciembre | Andina | 5 - 40  | Misiones | CA Estudiantes, Paraná |  |
|                |        | Reporte |          |                        |  |

## Fase final

### Copa de Oro
|  | Cuartos de final | Cuartos de final | Cuartos de final |            |              | Semifinales  | Semifinales | Semifinales |  |              | Final        | Final | Final |  |
|  |                  |                  |                  |            |              |              |             |             |  |              |              |       |       |  |
|  |                  |                  |                  |            |              |              |             |             |  |              |              |       |       |  |
|  | Buenos Aires     | Buenos Aires     | 17               |            |              |              |             |             |  |              |              |       |       |  |
|  | Buenos Aires     | Buenos Aires     | 17               |            |              |              |             |             |  |              |              |       |       |  |
|  | Mar del Plata    | Mar del Plata    | 12               |            |              |              |             |             |  |              |              |       |       |  |
|  | Mar del Plata    | Mar del Plata    | 12               |            | Buenos Aires | Buenos Aires | 5           |             |  |              |              |       |       |  |
|  |                  |                  |                  |            | Buenos Aires | Buenos Aires | 5           |             |  |              |              |       |       |  |
|  |                  |                  | Entre Ríos       | Entre Ríos | 0            |              |             |             |  |              |              |       |       |  |
|  | Entre Ríos       | Entre Ríos       | Entre Ríos       | Entre Ríos | 0            | 10           |             |             |  |              |              |       |       |  |
|  | Entre Ríos       | Entre Ríos       |                  |            |              |              |             |             |  |              |              |       |       |  |
|  | Tierra del Fuego | Tierra del Fuego | 5                |            |              |              |             |             |  |              |              |       |       |  |
|  | Tierra del Fuego | Tierra del Fuego | 5                |            |              |              |             |             |  | Buenos Aires | Buenos Aires | 7     |       |  |
|  |                  |                  |                  |            |              |              |             |             |  | Buenos Aires | Buenos Aires | 7     |       |  |
|  |                  |                  | Tucumán          | Tucumán    | 5            |              |             |             |  |              |              |       |       |  |
|  | Córdoba          | Córdoba          | Tucumán          | Tucumán    | 5            | 26           |             |             |  |              |              |       |       |  |
|  | Córdoba          | Córdoba          |                  |            |              |              |             |             |  |              |              |       |       |  |
|  | Chubut           | Chubut           | 5                |            |              |              |             |             |  |              |              |       |       |  |
|  | Chubut           | Chubut           | 5                |            | Córdoba      | Córdoba      | 0           |             |  |              |              |       |       |  |
|  |                  |                  |                  |            | Córdoba      | Córdoba      | 0           |             |  |              |              |       |       |  |
|  |                  |                  | Tucumán          | Tucumán    | 7            |              |             |             |  |              |              |       |       |  |
|  | Rosario          | Rosario          | Tucumán          | Tucumán    | 7            | 7            |             |             |  |              |              |       |       |  |
|  | Rosario          | Rosario          |                  |            |              |              |             |             |  |              |              |       |       |  |
|  | Tucumán          | Tucumán          | 12               |            |              |              |             |             |  |              |              |       |       |  |
|  | Tucumán          | Tucumán          | 12               |            |              |              |             |             |  |              |              |       |       |  |
|  |                  |                  |                  |            |              |              |             |             |  |              |              |       |       |  |

#### Copa de Plata
|  | Semifinales      | Semifinales      | Semifinales |         |                  | Final Plata      | Final Plata | Final Plata |  |
|  |                  |                  |             |         |                  |                  |             |             |  |
|  |                  |                  |             |         |                  |                  |             |             |  |
|  | Mar del Plata    | Mar del Plata    | 7           |         |                  |                  |             |             |  |
|  | Mar del Plata    | Mar del Plata    | 7           |         |                  |                  |             |             |  |
|  | Tierra del Fuego | Tierra del Fuego | 19          |         |                  |                  |             |             |  |
|  | Tierra del Fuego | Tierra del Fuego | 19          |         | Tierra del Fuego | Tierra del Fuego | 5           |             |  |
|  |                  |                  |             |         | Tierra del Fuego | Tierra del Fuego | 5           |             |  |
|  |                  |                  | Rosario     | Rosario | 0                |                  |             |             |  |
|  | Chubut           | Chubut           | Rosario     | Rosario | 0                | 7                |             |             |  |
|  | Chubut           | Chubut           |             |         |                  | 7                |             |             |  |
|  | Rosario          | Rosario          | 22          |         |                  |                  |             |             |  |
|  | Rosario          | Rosario          | 22          |         |                  |                  |             |             |  |
|  |                  |                  |             |         |                  |                  |             |             |  |

### Copa de Bronce
|  | Cuartos de final | Cuartos de final | Cuartos de final |                 |          | Semifinales | Semifinales | Semifinales |  |          | Final Bronce | Final Bronce | Final Bronce |  |
|  |                  |                  |                  |                 |          |             |             |             |  |          |              |              |              |  |
|  |                  |                  |                  |                 |          |             |             |             |  |          |              |              |              |  |
|  | Santa Fe         | Santa Fe         | 40               |                 |          |             |             |             |  |          |              |              |              |  |
|  | Santa Fe         | Santa Fe         | 40               |                 |          |             |             |             |  |          |              |              |              |  |
|  | San Juan         | San Juan         | 0                |                 |          |             |             |             |  |          |              |              |              |  |
|  | San Juan         | San Juan         | 0                |                 | Santa Fe | Santa Fe    | 24          |             |  |          |              |              |              |  |
|  |                  |                  |                  |                 | Santa Fe | Santa Fe    | 24          |             |  |          |              |              |              |  |
|  |                  |                  | Salta            | Salta           | 0        |             |             |             |  |          |              |              |              |  |
|  | Salta            | Salta            | Salta            | Salta           | 0        | 24          |             |             |  |          |              |              |              |  |
|  | Salta            | Salta            |                  |                 |          |             |             |             |  |          |              |              |              |  |
|  | Nordeste         | Nordeste         | 0                |                 |          |             |             |             |  |          |              |              |              |  |
|  | Nordeste         | Nordeste         | 0                |                 |          |             |             |             |  | Santa Fe | Santa Fe     | 10           |              |  |
|  |                  |                  |                  |                 |          |             |             |             |  | Santa Fe | Santa Fe     | 10           |              |  |
|  |                  |                  | Cuyo             | Cuyo            | 7        |             |             |             |  |          |              |              |              |  |
|  | Cuyo             | Cuyo             | Cuyo             | Cuyo            | 7        | 28          |             |             |  |          |              |              |              |  |
|  | Cuyo             | Cuyo             |                  |                 |          |             |             |             |  |          |              |              |              |  |
|  | Lagos del Sur    | Lagos del Sur    | 10               |                 |          |             |             |             |  |          |              |              |              |  |
|  | Lagos del Sur    | Lagos del Sur    | 10               |                 | Cuyo     | Cuyo        | 12          |             |  |          |              |              |              |  |
|  |                  |                  |                  |                 | Cuyo     | Cuyo        | 12          |             |  |          |              |              |              |  |
|  |                  |                  | Sgo. del Estero  | Sgo. del Estero | 10       |             |             |             |  |          |              |              |              |  |
|  | Sgo. del Estero  | Sgo. del Estero  | Sgo. del Estero  | Sgo. del Estero | 10       | 27          |             |             |  |          |              |              |              |  |
|  | Sgo. del Estero  | Sgo. del Estero  |                  |                 |          |             |             |             |  |          |              |              |              |  |
|  | Sur              | Sur              | 0                |                 |          |             |             |             |  |          |              |              |              |  |
|  | Sur              | Sur              | 0                |                 |          |             |             |             |  |          |              |              |              |  |
|  |                  |                  |                  |                 |          |             |             |             |  |          |              |              |              |  |

#### Posicionamiento
|  | Semifinales   | Semifinales   | Semifinales |     |          | Final Posicionamiento | Final Posicionamiento | Final Posicionamiento |  |
|  |               |               |             |     |          |                       |                       |                       |  |
|  |               |               |             |     |          |                       |                       |                       |  |
|  | San Juan      | San Juan      | 0           |     |          |                       |                       |                       |  |
|  | San Juan      | San Juan      | 0           |     |          |                       |                       |                       |  |
|  | Nordeste      | Nordeste      | 22          |     |          |                       |                       |                       |  |
|  | Nordeste      | Nordeste      | 22          |     | Nordeste | Nordeste              | 10                    |                       |  |
|  |               |               |             |     | Nordeste | Nordeste              | 10                    |                       |  |
|  |               |               | Sur         | Sur | 5        |                       |                       |                       |  |
|  | Lagos del Sur | Lagos del Sur | Sur         | Sur | 5        | 0                     |                       |                       |  |
|  | Lagos del Sur | Lagos del Sur |             |     |          | 0                     |                       |                       |  |
|  | Sur           | Sur           | 5           |     |          | Final Descenso        | Final Descenso        | Final Descenso        |  |
|  | Sur           | Sur           | 5           |     |          | Final Descenso        | Final Descenso        | Final Descenso        |  |
|  |               |               |             |     |          |                       |                       |                       |  |
|  |               |               |             |     |          | San Juan              | San Juan              | 10                    |  |
|  |               |               |             |     |          | San Juan              | San Juan              | 10                    |  |
|  |               |               |             |     |          | Lagos del Sur         | Lagos del Sur         | 5                     |  |
|  |               |               |             |     |          | Lagos del Sur         | Lagos del Sur         | 5                     |  |
|  |               |               |             |     |          |                       |                       |                       |  |

### Zona Ascenso
|  | Cuartos de final | Cuartos de final | Cuartos de final |          |          | Semifinales | Semifinales | Semifinales |  |         | Final Ascenso | Final Ascenso | Final Ascenso |  |
|  |                  |                  |                  |          |          |             |             |             |  |         |               |               |               |  |
|  |                  |                  |                  |          |          |             |             |             |  |         |               |               |               |  |
|  | Formosa          | Formosa          | 19               |          |          |             |             |             |  |         |               |               |               |  |
|  | Formosa          | Formosa          | 19               |          |          |             |             |             |  |         |               |               |               |  |
|  | Andina           | Andina           | 5                |          |          |             |             |             |  |         |               |               |               |  |
|  | Andina           | Andina           | 5                |          | Formosa  | Formosa     | 17          |             |  |         |               |               |               |  |
|  |                  |                  |                  |          | Formosa  | Formosa     | 17          |             |  |         |               |               |               |  |
|  |                  |                  | Paraguay         | Paraguay | 14       |             |             |             |  |         |               |               |               |  |
|  | Paraguay         | Paraguay         | Paraguay         | Paraguay | 14       | 31          |             |             |  |         |               |               |               |  |
|  | Paraguay         | Paraguay         |                  |          |          |             |             |             |  |         |               |               |               |  |
|  | Alto Valle       | Alto Valle       | 10               |          |          |             |             |             |  |         |               |               |               |  |
|  | Alto Valle       | Alto Valle       | 10               |          |          |             |             |             |  | Formosa | Formosa       | 7             |               |  |
|  |                  |                  |                  |          |          |             |             |             |  | Formosa | Formosa       | 7             |               |  |
|  |                  |                  | Oeste            | Oeste    | 0        |             |             |             |  |         |               |               |               |  |
|  | Misiones         | Misiones         | Oeste            | Oeste    | 0        | 26          |             |             |  |         |               |               |               |  |
|  | Misiones         | Misiones         |                  |          |          |             |             |             |  |         |               |               |               |  |
|  | San Luis         | San Luis         | 12               |          |          |             |             |             |  |         |               |               |               |  |
|  | San Luis         | San Luis         | 12               |          | Misiones | Misiones    | 7           |             |  |         |               |               |               |  |
|  |                  |                  |                  |          | Misiones | Misiones    | 7           |             |  |         |               |               |               |  |
|  |                  |                  | Oeste            | Oeste    | 19       |             |             |             |  |         |               |               |               |  |
|  | Oeste            | Oeste            | Oeste            | Oeste    | 19       | 22          |             |             |  |         |               |               |               |  |
|  | Oeste            | Oeste            |                  |          |          |             |             |             |  |         |               |               |               |  |
|  | Jujuy            | Jujuy            | 0                |          |          |             |             |             |  |         |               |               |               |  |
|  | Jujuy            | Jujuy            | 0                |          |          |             |             |             |  |         |               |               |               |  |
|  |                  |                  |                  |          |          |             |             |             |  |         |               |               |               |  |

## Tabla de posiciones
Las posiciones finales al terminar el campeonato:
| 1.°  | Buenos Aires     | 6 | 0 | 0 | 143 | 29  | +114 |
| 2.°  | Tucumán          | 4 | 0 | 2 | 71  | 61  | +10  |
| 3.°  | Entre Ríos       | 4 | 0 | 1 | 116 | 24  | +92  |
| 4.°  | Córdoba          | 3 | 1 | 1 | 83  | 26  | +57  |
| 5.°  | Tierra del Fuego | 4 | 1 | 1 | 79  | 46  | +33  |
| 6.°  | Rosario          | 5 | 0 | 1 | 124 | 41  | +83  |
| 7.°  | Mar del Plata    | 2 | 0 | 3 | 78  | 68  | +10  |
| 8.°  | Chubut           | 2 | 0 | 3 | 52  | 96  | -44  |
| 9.°  | Santa Fe         | 4 | 0 | 2 | 126 | 38  | +88  |
| 10.° | Cuyo             | 3 | 0 | 3 | 98  | 85  | +13  |
| 11.° | Salta            | 3 | 0 | 2 | 53  | 76  | -23  |
| 12.° | Sgo. del Estero  | 1 | 1 | 3 | 61  | 76  | -15  |
| 13.° | Nordeste         | 2 | 1 | 3 | 56  | 97  | -41  |
| 14.° | Sur              | 1 | 0 | 5 | 29  | 97  | -68  |
| 15.° | San Juan         | 1 | 0 | 5 | 24  | 182 | -158 |
| 16.° | Formosa          | 6 | 0 | 0 | 106 | 29  | +77  |
| 17.° | Lagos del Sur    | 0 | 0 | 6 | 22  | 163 | -141 |
| 18.° | Oeste            | 4 | 0 | 2 | 91  | 54  | +37  |
| 19.° | Paraguay         | 3 | 0 | 2 | 124 | 46  | +78  |
| 20.° | Misiones         | 3 | 0 | 2 | 97  | 68  | +29  |
| 21.° | Andina           | 0 | 0 | 4 | 34  | 92  | -58  |
| 22.° | Jujuy            | 1 | 0 | 3 | 31  | 75  | -44  |
| 23.° | Alto Valle       | 2 | 0 | 2 | 46  | 60  | -14  |
| 24.° | San Luis         | 0 | 0 | 4 | 24  | 129 | -105 |

|  | Campeón Copa de Oro.                                       |
|  | Campeón Copa de Plata.                                     |
|  | Campeón Copa de Bronce.                                    |
|  | Ganador Posicionamiento.                                   |
|  | Desciende a Zona Ascenso 2015.                             |
|  | Campeón de Zona Ascenso y asciende a Zona Campeonato 2015. |

|                      |
| Buenos Aires Campeón |
| Décimo-cuarto título |